# منطقه آگادز
منطقه آگادز (به لاتین: Agadez Region) یک منطقهٔ مسکونی است که در نیجر واقع شده‌است. منطقه آگادز ۶۶۷٬۷۹۹ کیلومتر مربع مساحت و ۴۸۷٬۶۲۰ نفر جمعیت دارد.